# Jim Davis (skuespiller)
James "Jim" Davis (26. august 1909 – 26. april 1981) var en amerikansk skuespiller, der især er kendt for sin rolle som familieoverhovedet Jock Ewing fra tv-serien Dallas.